# 長沢資祐
長沢 資祐（ながさわ すけやす）は、江戸時代中期の高家旗本。

## 略歴
正徳5年（1715年）、長沢資親の子として誕生。
享保14年（1729年）9月28日、8代将軍・徳川吉宗に始めて拝謁し、表高家に列する。延享4年（1747年）3月9日より父の務を見習い、同年7月29日従五位下侍従・土佐守に叙任する。寛延元年（1748年）12月10日高家に列し、寛延3年（1750年）、父の死に伴って8月3日に家督を継ぐ。
寛延4年（1751年）7月30日、徳川吉宗の死後の贈官を謝する使いとして京に赴く。宝暦8年（1758年）7月18日、若宮（後の後桃園天皇）の生誕を祝う使いとして京に赴き、9月9日従四位下に昇る。宝暦12年（1762年）、桃園天皇の崩御による法会のため、7月25日に仰せにより京に赴く。
明和3年（1766年）10代将軍・徳川家治の元服のため、仰せにより日光山に至る。明和4年（1767年）9月1日肝煎となる。明和5年（1768年）1月15日、英仁親王（後の後桃園天皇）の立太子宣下により松平忠刻に随って京に上り、3月6日に参内し禁裏より正恒の太刀を給い、4月9日従四位上に昇る。
安永5年（1776年）3月20日死去、享年62。
家督は養子・資倍（旗本寄合席赤松恭富の次男）が継いだ。